# Nahr al-Kalb

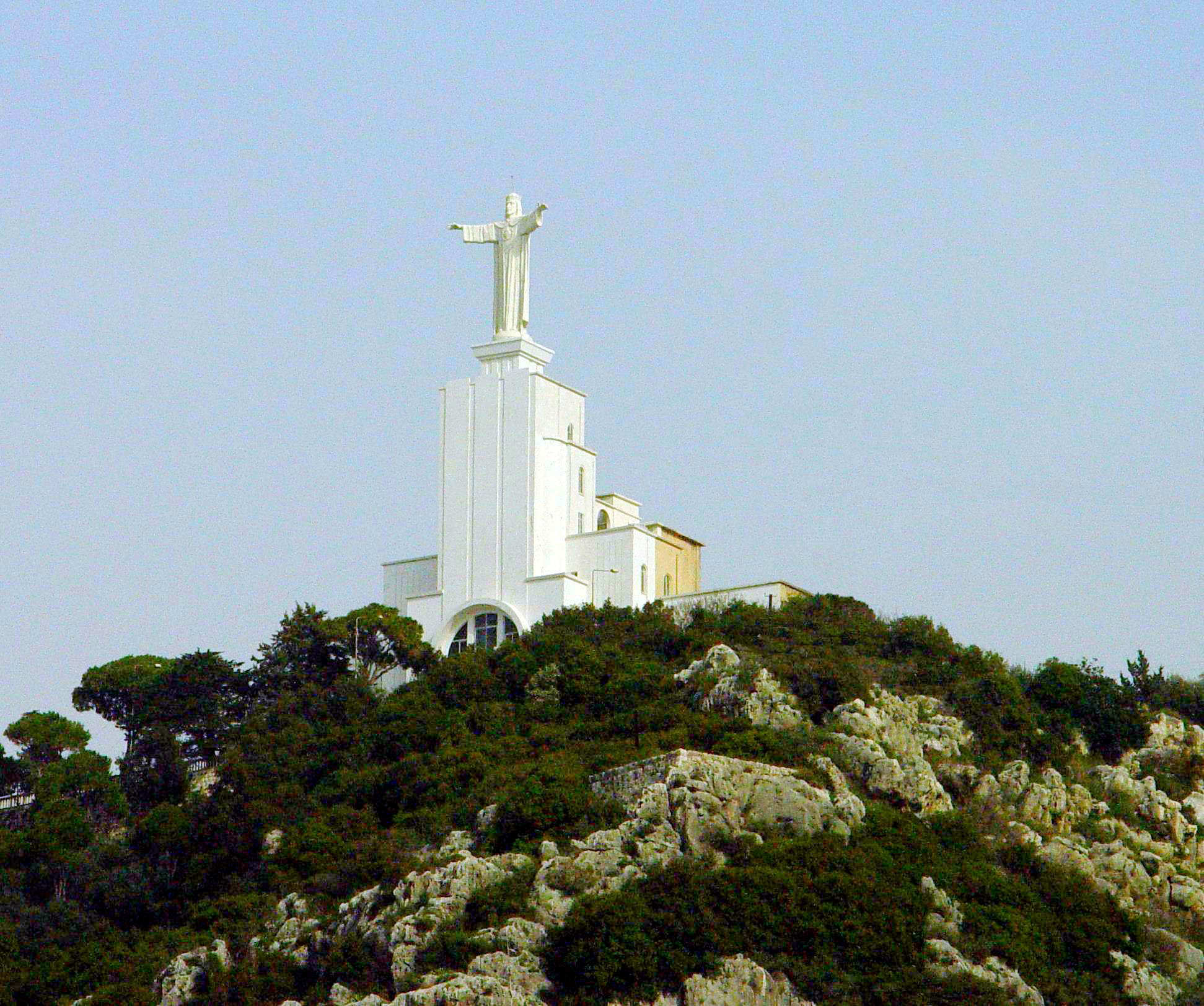
Hristos regele cu vedere la bazinul râului Dog

Nahr al-Kalb (în arabă نهر الكلب, însemnând Dog River) este un râu în Liban. Are o lungime de aproximativ  31 km (19 mi) de la un izvor din Jeita, lângă Grota Jeita, până la Marea Mediterană.

## Inscripți
Nahr al-Kalb este vechiul râu Lycus. Generalii și cuceritorii din trecut au construit în mod tradițional monumente la gura de vărsare a lui Nahr al-Kalb, cunoscut sub numele de Stela comemorativă de la Nahr el-Kalb.
Întregul sit al văii Nahr el-Kelb cu siturile arheologice pe care le ascunde este clasificat pe lista orientativă a patrimoniului mondial UNESCO.

## Geografie
Râul își are originea la o altitudine joasă din izvoare care provin din Grota Jeita. Râul primește contribuția sezonieră a torentelor de la Munții Liban, și este aproape uscat în timpul verii.